# Kavkaski Emirat
Kavkaski Emirat (čeč. Имарат Кавказ, rus. Kавказский Эмират; Kavkazskiy Emirat) je militantna džihadistička organizacija aktivna u Rusiji. Cilj joj je otjerati rusku prisutnost sa sjevernog Kavkaza i uspostava neovisnog islamskog emirata u regiji. Kavkaski Emirat se smatra i samoproglašenom, nepriznatom državom koju ta skupina želi uspostaviti. Dijelom nasljednik Čečenske Republike Ičkerije, službeno je proglašen 31. listopada 2007. Dokka Umarov bio je njegov prvi emir.

## Status
Države i organizacije koje smatraju tzv. Kavkaski Emirat kao terorističku organizaciju: 
| Država                     | Datum              | Izvori |
| Rusija                     | 8. veljače 2010.   | [ 4 ]  |
| SAD                        | 26. svibnja 2011.  | [ 5 ]  |
| Ujedinjeni narodi          | 29. srpnja 2011.   | [ 6 ]  |
| Ujedinjeno Kraljevstvo     | prosinac 2013.     | [ 7 ]  |
| Kanada                     | 24. prosinca 2013. | [ 8 ]  |
| Ujedinjeni Arapski Emirati | 15. studenog 2014. | [ 9 ]  |